# Силва, Жуан
Жуан Педру Лопиш да Силва (порт. João Pedro Lopes da Silva; 15 мая 1989, Бенедита, Португалия) — португальский триатлонист, серебряный призёр первых Европейских игр 2015 года, участник летних Олимпийских игр 2012 года, бронзовый призёр чемпионата мира среди юниоров, многократный чемпион Европы среди юниоров. Спортсмен года в Португалии (2010).

## Спортивная биография
Жуан Силва родился в 1989 году в Бенедите. На молодёжном уровне Силва являлся одним из сильнейших триатлонистов мира. В 2006 году Жуан стал бронзовым призёром чемпионата мира среди юниоров. Также с 2009 по 2011 год на счету португальца три победы на молодёжных чемпионатах Европы. В 2010 году Силву признали спортсменом года в Португалии.
На летних Олимпийских играх Силва дебютировал в 2012 году в Лондоне. После плавания Жуан располагался на 10-й позиции, уступая лидеру всего 22 секунды. После велосипедного этапа Силва вместе с ещё двумя спортсменами возглавил пелотон. Беговая часть триатлона португальскому спортсмену не удалась. По итогам всей дистанции Силва занял лишь 9-е место, отстав от победителя британца Алистера Браунли почти на полторы минуты.
На первых Европейских играх 2015 года в Баку Силва почти всю дистанцию шёл в лидирующей группе, а за несколько километров до финиша был единоличным лидером соревнований, но незадолго до конца дистанции его опередил британец Гордон Бенсон.

## Личная жизнь
- Изучает медицину в университете НОВА в Лиссабоне.